# Hidden Path Entertainment
Hidden Path Entertainment – amerykański producent gier komputerowych z siedzibą w Bellevue w stanie Waszyngton. W 2009 przedsiębiorstwo podjęło współpracę z mieszczącym się w tym samym mieście producentem Valve Corporation, aktualizując i utrzymując tytuł Counter-Strike: Source (wydany w 2004). Hidden Path wraz z Valve pracowało również nad najnowszą odsłoną serii Counter-Strike – Global Offensive (wydaną w 2012).

## Wyprodukowane gry
- Defense Grid: The Awakening (2008)
- Counter-Strike: Global Offensive (2012)[1]
- Age of Empires II: HD Edition (2013)[2]
- Defense Grid 2 (2014)[3]
- Brass Tactics: Arena (2018)[4]
- Brass Tactics (2018)[5]